# 圣热姆 (塔恩省)
圣热姆（法語：Sainte-Gemme，法語發音：[sɛ̃t ʒɛm]）是法国奧克西塔尼大區塔恩省的一个市镇，属于阿尔比区。

## 地理
圣热姆（44°5'21"N, 2°12'1"E）面积20.16 平方千米，位于法国奧克西塔尼大區塔恩省，该省份为法国南部内陆省份，北起顺时针与阿韦龙省、埃罗省、奥德省、上加龙省和塔恩-加龙省接壤。
与圣热姆接壤的市镇（或旧市镇、城区）包括：阿尔迈拉克、卡尔莫、米朗多勒-布尔纽纳克、庞珀洛讷、罗西耶尔、圣让德马尔塞勒。

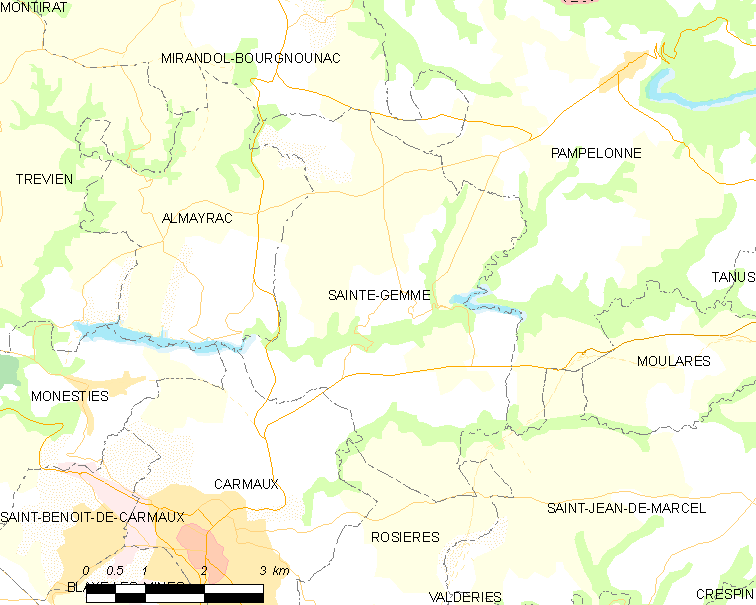
的OSM定位图

圣热姆的时区为UTC+01:00、UTC+02:00（夏令时）。

## 行政
圣热姆的邮政编码为81190，INSEE市镇编码为81249。

## 政治
圣热姆所属的省级选区为卡尔莫第一县。

## 人口

1962-2008年间人口变化图示

圣热姆于2022年1月1日时的人口数量为846人。